# Ehrliche Arbeit
Der Begriff ehrliche Arbeit wurde im Nationalsozialismus benutzt, um Juden der „unehrlichen Arbeit“, d. h. des Wuchers und Schachers zu bezichtigen. Nach nationalsozialistischer Vorstellung unterscheidet sich ehrliche von unehrlicher Arbeit dadurch, dass ihr Gewinn selbst erwirtschaftet ist und sie sich in den Dienst der Volksgemeinschaft stellt. Juden hingegen, die als Feinde der Volksgemeinschaft identifiziert wurden, unterstellte man, sie eigneten sich „parasitär die Früchte ehrlicher deutscher Arbeit“ an. Ihre Stellung in der Gesellschaft und die Dinge, die sie besaßen, hätten sie nur unrechtmäßig erwerben können, da „ehrliche Arbeit“ „dem Juden wesensfremd“ sei. Die Rede von der „ehrlichen Arbeit“ gipfelte in der Forderung nach Brechung der Zinsknechtschaft.

## Ursprünge
Die Vorstellung von ehrlichen und unehrlichen Berufen gab es bereits im Mittelalter.
Martin Luther, in dessen Schriften sich antijudaistische Werke finden, stellte die „deutsche ehrliche Arbeit“ dem „jüdischen Schmarotzertum und Wucher“ gegenüber.
Ende des 19. Jahrhunderts hatte sich der Begriff der „deutschen Arbeit“ etabliert, der schon implizit „jüdische Arbeit“ als sein unehrenhaftes Gegenteil auffasste. Damit wurde auch kaschiert, dass die Spezialisierung der Juden auf einige Berufszweige ein Ergebnis der Berufsverbote vergangener Jahrhunderte waren, und keineswegs ökonomische oder gar gesellschaftliche Gründe hatte.